# 天主教福贾-波维诺总教区
天主教福贾-波维诺总教区是罗马天主教在意大利南部普利亚大区设立的一个总教区，1986年福贾总教区和波维诺教区合并。现任总主教是Francesco Pio Tamburrino，2003年就任。  